# Lorenz Petutschnig
Lorenz Petutschnig (* 13. Februar 1993 in Bad Sauerbrunn) ist ein österreichischer Beachvolleyballspieler.

## Karriere
Petutschnig maturierte am Bundesgymnasium Babenbergerring in Wiener Neustadt. Er belegte 2010 bei der U20-Europameisterschaft in Catania mit Lukas Hirsch den 19. Platz. Im gleichen Jahr wurde er mit Christoph Dressler in Porto Fünfter der U19-Weltmeisterschaft und der U18-EM. Bei der U19-WM 2011 kam er mit Tobias Winter in Umag erneut auf den fünften Rang. Die U20-EM in Tel Aviv beendeten Petutschnig/Winter auf dem siebten Rang und beim U23-Wettbewerb in Porto wurde Petutschnig mit Dressler wieder Neunter. Das gleiche Ergebnis erzielte er mit Helmut Moser bei der Junioren-WM in Halifax. 2012 bildete er ein neues Duo mit Thomas Kunert. Kunert/Petutschnig spielten die Brasília und Mysłowice Open. In Rom absolvierten sie ihren ersten Grand Slam. Außerdem nahmen sie an den Grand Slams in Berlin, Klagenfurt und Stare Jabłonki teil. In Hartberg gewann Petutschnig mit Winter die U20-Europameisterschaft. Mit Dressler wiederholte er den neunten Platz bei der Junioren-WM in Halifax. 2013 kamen Kunert/Petutschnig als Neunte der Anapa Open erstmals in die Top Ten eines Turniers der World Tour. Bei den Nachwuchsturnieren war Petutschnig mit Winter weiterhin erfolgreich. Das Duo wurde Dritter bei der U23-WM in Mysłowice und Neunter des U21-Turniers in Umag. Auf der nationalen Tour gewannen Kunert/Petutschnig in Rum und wurden Zweite in Graz. Bei der Europameisterschaft in Klagenfurt gewannen sie zwei ihrer drei Vorrundenspiele und zogen als Gruppendritte in die erste KO-Runde ein. Dort besiegten sie die erfahrenen Niederländer Nummerdor/Schuil, bevor sie sich im Achtelfinale den späteren Europameistern Gavira/Herrera geschlagen geben mussten. Bei den Anapa Open wurden Petutschnig/Kunert Neunte. Mit Winter wurde Petutschnig Fünfter bei der U22-Europameisterschaft in Warna.
Am Ende des Jahres 2013 spielte er drei Grand Slams mit Alexander Horst. In Moskau wurde das Duo Vierter, in São Paulo und Xiamen gab es zweimal den 17. Platz. 2014 wurden Petutschnig/Winter 17. der Fuzhou Open und Neunte in Puerto Vallarta. Außerdem spielten sie ihren ersten gemeinsamen Grand Slam in Shanghai. In Quartu Sant’Elena nahmen sie an der Europameisterschaft teil.